# Thiên thực

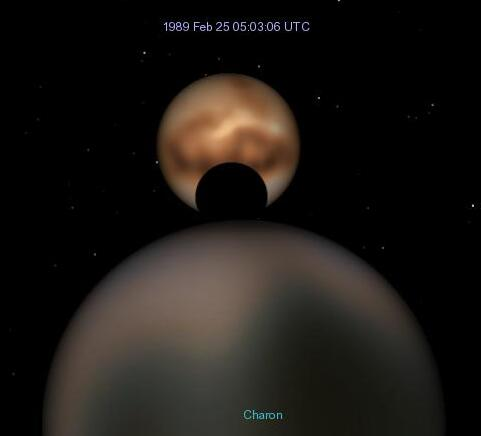
Hiện tượng thiên thực trên Sao Diêm Vương khi Vệ tinh Charon phủ bóng lên nó

Thiên thực là một sự kiện thiên văn học khi một thiên thể chuyển động vào bóng tối của thiên thể khác. Người Hy Lạp cổ gọi hiện tượng này là έκλειψις (tiếng Hy Lạp), phiên âm: ékleipsis, có nghĩa là sự vắng mặt. Hai hiện tượng thiên thực được biết đến nhiều nhất là nguyệt thực, khi Mặt Trăng đi vào vùng bóng tối của Trái Đất và nhật thực, khi Trái Đất đi vào bóng tối của Mặt Trăng.
Ngoài hai hiện tượng nhật thực và nguyệt thực xảy ra trong hệ thống Trái Đất - Mặt Trăng, thiên thực còn xảy ra khi một hành tinh đi vào bóng tối một Mặt Trăng của nó, khi một Mặt Trăng đi vào bóng của hành tinh mẹ, khi một Mặt Trăng đi vào bóng tối của một Mặt Trăng khác ở những hành tinh có nhiều Mặt Trăng.
Trong hệ thống sao đôi, thiên thực sao đôi xảy ra khi một sao thành phần bị khuất sau ngôi sao thứ hai trong hệ trong quá trình chuyển động trên mặt phẳng quỹ đạo của hệ sao đôi. Trong trường hợp này, ngôi sao nằm xa người quan sát hơn thực sự bị đĩa ngôi sao gần hơn che khuất, khác với sự vắng mặt biểu kiến trong các trường hợp trên.
Trong tất cả các trường hợp trên, thiên thực đều là một dạng của hiện tượng che khuất thiên văn hoặc quá cảnh thiên thể.

## Nguyên nhân

Thiên thực

Bề mặt của hình nón bóng tối hoàn toàn (Umbra) được giới hạng bởi các đường tiếp tuyến ngoài giữa ngôi sao và thiên thể. Bề mặt hình nón bóng nửa tối (Penumbra) là khoảng không gian được giới hạng bởi những đường tiếp xúc trong giữa ngôi sao và thiên thể. Mỗi thiên thể trong một hệ sao đều có một hình nón bóng tối hoàn toàn. Chiều dài của bóng tối này phụ thuộc vào bán kính của ngôi sao, bán kính của thiên thể và khoảng cách giữa chúng. Ví dụ: Bóng tối hoàn toàn phía sau Trái Đất dài gấp 215 lần bán kính của nó.
Khi một thiên thể đi vào không gian của hình nón bóng tối, có nhiều khả năng xảy ra. 
- Thiên thực toàn phần xảy ra nếu thiên thể thứ hai đủ nhỏ và nằm hoàn toàn trong hình nón bóng tối hoàn toàn của thiên thể gần sao hơn.
- Thiên thực một phần xảy ra khi thiên thể thứ hai nằm trên bề mặt của hình nón bóng tối hoàn toàn.
- Thiên thực bóng mờ cũng được định nghĩa khi thiên thể thứ hai đi vào không gian của hình nón bóng mờ. Ví dụ Mặt Trăng bị bóng mờ của Trái Đất che, hiện tượng không thể quan sát bằng mắt thường, không được theo dõi và không có thống kê.

Phân biệt với che khuất thiên vănThiên thực là khi 1 vật chuyển động vào bóng tối, còn che khuất thiên văn là khi 1 vật có thể không đi vào bóng tối nhưng vẫn bị che khuất đối với người quan sát.